# Eden (South Dakota)
Eden is een plaats (town) in de Amerikaanse staat South Dakota, en valt bestuurlijk gezien onder Marshall County.

## Demografie
Bij de volkstelling in 2000 werd het aantal inwoners vastgesteld op 97.
In 2006 is het aantal inwoners door het United States Census Bureau geschat op 94, een daling van 3 (-3,1%).

## Geografie
Volgens het United States Census Bureau beslaat de plaats een oppervlakte van
0,4 km², geheel bestaande uit land. Eden ligt op ongeveer 560 m boven zeeniveau.

## Plaatsen in de nabije omgeving
De onderstaande figuur toont nabijgelegen plaatsen in een straal van 32 km rond Eden.